# Aylmer Lake
Der Aylmer Lake ist ein See in den Nordwest-Territorien in Kanada. Der See wurde 1833 von George Back nach Lord Matthew Whitworth-Aylmer (1775–1850), 1830–1835 Generalgouverneur von Kanada, benannt.

## Lage
Der Aylmer Lake befindet sich in einer Tundralandschaft im Norden Kanadas. Der 375 m hoch gelegene Aylmer Lake hat eine Fläche von 809 km². Einschließlich Inseln beträgt die Gesamtfläche 847 km². Der See liegt etwa 140 km nordöstlich des Großen Sklavensees. Der Lockhart River durchfließt den Aylmer Lake in östlicher Richtung. Oberstrom befinden sich die Outram Lakes, abstrom der östlich benachbarte See Clinton-Colden Lake.